# Federico II di Sassonia-Gotha-Altenburg
Federico II di Sassonia-Gotha-Altenburg (Gotha, 28 luglio 1676 – Altenburg, 23 marzo 1732) fu duca di Sassonia-Gotha-Altenburg.

## Biografia
Egli era il quinto ma il maggiore dei figli sopravvissuti di Federico I di Sassonia-Gotha-Altenburg e di Maddalena Sibilla di Sassonia-Weissenfels.
Alla morte del padre, nel 1691, Federico II assunse il Ducato di Sassonia-Gotha-Altenburg.
Dal momento che non era ancora maggiorenne, venne formata una salvaguardia costituita dagli zii, il Duca Bernardo I di Sassonia-Meiningen ed Enrico di Sassonia-Römhild. Nel 1693, dopo essere tornato da un viaggio in Olanda ed in Inghilterra, egli scrisse all'imperatore per ottenere una licenza di maggiore età e governò personalmente il ducato. Federico fu uno dei rappresentanti più tipici del regnante barocco; la sua volontà di avere un esercito stabile, però, assottigliò le sue ricchezze. Come soluzione per fronteggiare questo problema, Federico creò nel suo esercito un corpo di mecenari che "affittò" man mano a diversi principi, il che gli creò non poche difficoltà nel 1702, quando il Re Luigi XIV di Francia le prese in pagamento per usarle contro l'Imperatore.
Riguardo agli affari interni, Federico essenzialmente proseguì la politica del padre. Egli creò un orfanotrofio a Altenburg (1715) e un manicomio Kahla (1726), oppure la Magdalenenstift -in onore della madre e della moglie (entrambe con lo stesso nome)- (1705), una scuola per nobildonne. Per 100,000 talenti dalla sua cassa personale, acquisì la famosa collezione numismatica del Principe Antonio Günther di Schwarzburg-Arnstadt, che andò a formare l'attuale collezione (Münzkabinetts) del Castello di Friedenstein.
Con l'accumulo di parte delle linee di Sassonia-Coburgo (estinta nel 1699), Sassonia-Eisenberg (estinta nel 1707) e Sassonia-Römhild (estinta nel 1710), succedette nei domini dei cugini, incrementando la disputa con la linea Ernestina.

## Matrimonio
Sposò, il 7 giugno 1696 al Castello di Friedenstein, presso Gotha, Maddalena Augusta di Anhalt-Zerbst, figlia di Carlo Guglielmo di Anhalt-Zerbst. Dal matrimonio nacquero diciannove figli, di cui solo nove raggiunsero l'età adulta:
- Federico (1699-1772);
- Guglielmo (1701-1771), sposò Anna di Holstein-Gottorp, non ebbe discendenza;
- Giovanni Augusto (1704-1767), sposò Luisa Reuss Schleiz, ebbero due figlie;
- Cristiano Guglielmo (1706-1748), non ebbe discendenza;
- Ludovico Ernesto (1707-1763), non ebbe discendenza;
- Maurizio (1711-1777), non ebbe discendenza;
- Federica (1715-1775), sposò Giovanni Adolfo II di Sassonia-Weißenfels, ebbero cinque figli;
- Augusta (1719-1772), sposò Federico di Hannover, ebbero nove figli;
- Giovanni Adolfo (1721-1799), non ebbe discendenza.

## Ascendenza
|                                           |                                |                                           | Genitori                                |  |  | Nonni |  |  | Bisnonni                    |  |  | Trisnonni                             |  |
|                                           |                                |                                           |                                         |  |  |       |  |  | Giovanni di Sassonia-Weimar |  |  | Giovanni Guglielmo di Sassonia-Weimar |  |
|                                           |                                |                                           |                                         |  |  |       |  |  | Giovanni di Sassonia-Weimar |  |  | Giovanni Guglielmo di Sassonia-Weimar |  |
|                                           |                                | Dorotea Susanna di Wittelsbach-Simmern    |                                         |  |  |       |  |  | Giovanni di Sassonia-Weimar |  |  |                                       |  |
| Ernesto I di Sassonia-Gotha-Altenburg     |                                |                                           |                                         |  |  |       |  |  | Giovanni di Sassonia-Weimar |  |  |                                       |  |
|                                           |                                | Dorotea Maria di Anhalt                   | Gioacchino Ernesto di Anhalt            |  |  |       |  |  |                             |  |  |                                       |  |
|                                           |                                | Dorotea Maria di Anhalt                   | Gioacchino Ernesto di Anhalt            |  |  |       |  |  |                             |  |  |                                       |  |
|                                           |                                | Dorotea Maria di Anhalt                   | Eleonora di Württemberg                 |  |  |       |  |  |                             |  |  |                                       |  |
| Federico I di Sassonia-Gotha-Altenburg    |                                | Dorotea Maria di Anhalt                   |                                         |  |  |       |  |  |                             |  |  |                                       |  |
|                                           |                                | Giovanni Filippo di Sassonia-Altenburg    | Federico Guglielmo I di Sassonia-Weimar |  |  |       |  |  |                             |  |  |                                       |  |
|                                           |                                | Giovanni Filippo di Sassonia-Altenburg    | Federico Guglielmo I di Sassonia-Weimar |  |  |       |  |  |                             |  |  |                                       |  |
|                                           |                                | Giovanni Filippo di Sassonia-Altenburg    | Anna Maria del Palatinato-Neuburg       |  |  |       |  |  |                             |  |  |                                       |  |
| Elisabetta Sofia di Sassonia-Altenburg    |                                | Giovanni Filippo di Sassonia-Altenburg    |                                         |  |  |       |  |  |                             |  |  |                                       |  |
|                                           |                                | Elisabetta di Brunswick-Wolfenbüttel      | Enrico Giulio di Brunswick-Lüneburg     |  |  |       |  |  |                             |  |  |                                       |  |
|                                           |                                | Elisabetta di Brunswick-Wolfenbüttel      | Enrico Giulio di Brunswick-Lüneburg     |  |  |       |  |  |                             |  |  |                                       |  |
|                                           |                                | Elisabetta di Brunswick-Wolfenbüttel      | Elisabetta di Danimarca                 |  |  |       |  |  |                             |  |  |                                       |  |
| Federico II di Sassonia-Gotha-Altenburg   |                                | Elisabetta di Brunswick-Wolfenbüttel      |                                         |  |  |       |  |  |                             |  |  |                                       |  |
|                                           | Giovanni Giorgio I di Sassonia | Cristiano I di Sassonia                   |                                         |  |  |       |  |  |                             |  |  |                                       |  |
|                                           | Giovanni Giorgio I di Sassonia | Cristiano I di Sassonia                   |                                         |  |  |       |  |  |                             |  |  |                                       |  |
|                                           | Giovanni Giorgio I di Sassonia | Sofia di Brandeburgo                      |                                         |  |  |       |  |  |                             |  |  |                                       |  |
| Augusto di Sassonia-Weissenfels           | Giovanni Giorgio I di Sassonia |                                           |                                         |  |  |       |  |  |                             |  |  |                                       |  |
|                                           |                                | Maddalena Sibilla di Hohenzollern         | Alberto Federico di Prussia             |  |  |       |  |  |                             |  |  |                                       |  |
|                                           |                                | Maddalena Sibilla di Hohenzollern         | Alberto Federico di Prussia             |  |  |       |  |  |                             |  |  |                                       |  |
|                                           |                                | Maddalena Sibilla di Hohenzollern         | Maria Eleonora di Jülich-Kleve-Berg     |  |  |       |  |  |                             |  |  |                                       |  |
| Maddalena Sibilla di Sassonia-Weissenfels |                                | Maddalena Sibilla di Hohenzollern         |                                         |  |  |       |  |  |                             |  |  |                                       |  |
|                                           |                                | Adolfo Federico I di Meclemburgo-Schwerin | Giovanni VII di Meclemburgo-Schwerin    |  |  |       |  |  |                             |  |  |                                       |  |
|                                           |                                | Adolfo Federico I di Meclemburgo-Schwerin | Giovanni VII di Meclemburgo-Schwerin    |  |  |       |  |  |                             |  |  |                                       |  |
|                                           |                                | Adolfo Federico I di Meclemburgo-Schwerin | Sofia di Holstein-Gottorp               |  |  |       |  |  |                             |  |  |                                       |  |
| Anna Maria di Mecleburgo-Schwerin         |                                | Adolfo Federico I di Meclemburgo-Schwerin |                                         |  |  |       |  |  |                             |  |  |                                       |  |
|                                           |                                | Anna Maria della Frisia Orientale         | Enno III della Frisia orientale         |  |  |       |  |  |                             |  |  |                                       |  |
|                                           |                                | Anna Maria della Frisia Orientale         | Enno III della Frisia orientale         |  |  |       |  |  |                             |  |  |                                       |  |
|                                           |                                | Anna Maria della Frisia Orientale         | Anna di Holstein-Gottorp                |  |  |       |  |  |                             |  |  |                                       |  |
|                                           |                                | Anna Maria della Frisia Orientale         |                                         |  |  |       |  |  |                             |  |  |                                       |  |